# Ruine Eberstein
Die Ruine Eberstein, auch Burg Tannenfels oder Burg Tannfölsch genannt, ist die Ruine einer Gipfelburg auf dem 669,4 m ü. NN hohen Gipfel des Tannenfels, einer Phonolithkuppe, nordöstlich des Ortsteils Brand auf der Gemarkung des nördlich weiter entfernt liegenden Ortsteils Liebhards der Gemeinde Hilders im Landkreis Fulda in Hessen.

## Geschichte
Die im 12. Jahrhundert erbaute Burg, 1170 erstmals urkundlich, soll Stammburg der Herren von Eberstein gewesen sein. Die Ebersteiner betätigten sich als Raubritter, was dazu führte, dass der Bischof von Würzburg, Berthold II. von Sternberg, und der Fürstabt von Fulda, Bertho IV., auf einem Gerichtstag 1282 die Zerstörung der Burg Eberstein anordneten.
1454 entstand der Name „Tannenfels“, als die Wüstung den Herren von der Tann als Lehnsmannen von Fulda gehörte. 1557 war nur noch eine Schildmauer zu sehen.
1830 wurde die Ruine abgebrochen. Erhalten blieben Teile der Umfassungsmauer mit deutlich erkennbarem Eingang zur Burg, der Stumpf des Bergfrieds sowie kleinere Mauerzüge. Die Burg war mit einem noch immer deutlich zu erkennenden Wallgraben umgeben, an der Eingangsseite sogar mit einer doppelten Wallanlage.